# George Joffé
Emile George Howard Joffé (* 1. August 1940 in Brighton; † 28. Mai 2022) war ein britischer Geograph mit Schwerpunkt Nordafrika und Nahost. Er lehrte ab 2003 am Centre of International Studies der Cambridge University, davor am King’s College London.
Von 1997 bis 2000 war Joffé unter Timothy Garden stellvertretender Leiter sowie Studiendirektor am Royal Institute of International Affairs (Chatham House). Zuvor hatte er von 1990 bis 1997 gemeinsam mit Professor K.S. McLachlan das Geopolitics and International Boundaries Research Centre am SOAS geleitet.
Joffé war Fellow des Royal United Services Institute und Mitglied des Instituto de Estudos Estratégicos e Internacionais (IEEI) in Lissabon.

## Veröffentlichungen (Auswahl)
- Joffé, E.G.H.: North Africa: nation, state and region. Routledge, London 1993.
- Aliboni R., Joffé G. und Niblock T.: Security challenges in the Mediterranean region. Cass, London 1996.
- mit Schmidt C. und Davar E.: The psychology of political extremism. In: Cambridge Review of International Affairs, 18, 1 (April 2005).
- Joffé, E.G.H.: Politics in the Muslim world: Morocco, Iran and Indonesia. In: Graham L.S. (Hrsg.): The politics of governing: a comparative introduction. Congressional Quarterly Publications, Los Angeles 2007.
- Joffé, E.G.H.: Democracy and the Muslim world. In: Nuno Texeira S. (Hrsg.): The international politics of democratization: comparative perspectives. Routledge, London 2008.
- Aufhebung der Sanktionen gegen den Irak? Auswirkungen auf die arabische Welt und den Westen. In: Internationale Politik, 52, 3. 1997.
- Ungewisse Zukunft für Saudi-Arabien. In: Internationale Politik, 57, 3. 2002.
- Erstickte Demokratisierung in Iran: die Lage nach dem 11. September. In: Internationale Politik, 57, 3. 2002.
- Joffé, E.G.H.: Informal networks in North Africa. In: Jones D.M., Lane A. und Schulte P. (Hrsg.): Terrorism, security and the power of informal networks. Edward Elgar, 2010.